# Ocean Park (MTR)

Ocean Park (traditioneel: 海洋公園) is een metrostation van de Metro van Hongkong. Het is een halte aan de South Island Line. Het station is genoemd naar het naastgelegen pretpark Ocean Park.